# Loeflingia baetica
Loeflingia baetica é uma espécie de planta com flor pertencente à família Caryophyllaceae. 
A autoridade científica da espécie é Lag., tendo sido publicada em Periódico de la Sociedad Médico-Quirúrgica 4(1): 5. 1824.

## Portugal
Trata-se de uma espécie presente no território português, nomeadamente em Portugal Continental.
Em termos de naturalidade é nativa da região atrás indicada.

## Protecção
Não se encontra protegida por legislação portuguesa ou da Comunidade Europeia.